# アルベルト・リッツォ (サッカー選手)
アルベルト・リッツォ（Alberto Rizzo 、1997年4月25日 - ）は、イタリア・エーリチェ出身のサッカー選手。カルチョ・フォッジャ1920所属。ポジションは、ディフェンダー。

## クラブ歴
2017年9月2日、セリエCのレッチェ戦でデビューを果たした。
2020年9月19日、ユーヴェ・スタビアと契約を結んだ。
2022年1月20日、カルチョ・フォッジャ1920に移籍した。